# Verletztengeld
Das Verletztengeld nach §§ 45 ff. Siebtes Buch Sozialgesetzbuch (SGB VII) ist in Deutschland eine Entgeltersatzleistung der gesetzlichen Unfallversicherung nach Arbeitsunfällen oder bei Berufskrankheiten.
In Österreich besteht bei Arbeitsunfähigkeit auch in infolge eines Arbeitsunfalls Anspruch auf Krankengeld der Krankenversicherung nach §§ 138 Allgemeines Sozialversicherungsgesetz (ASVG). Der Anspruch ruht, solange der Arbeitgeber Entgeltfortzahlung leistet.

## Voraussetzungen
Der Grundfall des Anspruchs auf Verletztengeld setzt voraus, dass 
- der Verletzte in der gesetzlichen Unfallversicherung versichert ist,
- ein Versicherungsfall (Arbeitsunfall oder Berufskrankheit) eingetreten ist,
- der Verletzte aufgrund dieses Versicherungsfalles entweder
  - arbeitsunfähig ist, oder
  - sich in einer Maßnahme der Heilbehandlung befindet und er deshalb eine ganztätige Erwerbstätigkeit nicht ausüben kann und
- der Verletzte unmittelbar vor Beginn der Arbeitsunfähigkeit oder der Heilbehandlung Anspruch auf eine der folgenden Leistungen hatte:
  - Arbeitsentgelt (aus einer Beschäftigung)
  - Arbeitseinkommen (Gewinn aus einer selbständigen Tätigkeit),
  - Krankengeld,
  - Verletztengeld,
  - Versorgungskrankengeld,
  - Übergangsgeld,
  - Kurzarbeitergeld
  - Winterausfallgeld
  - Arbeitslosengeld
  - Arbeitslosengeld II (nicht nur darlehensweise) oder
  - Mutterschaftsgeld.

Weiterhin kann Verletztengeld geleistet werden, wenn
- Leistungen zur Teilhabe am Arbeitsleben bei behinderten Personen erforderlich sind, diese sich jedoch aus Gründen, die nicht in der Person des Verletzten liegen, verzögern,
- für einen Elternteil eines verletzten Kindes, wenn dieses jünger als 12 Jahre ist und der Beaufsichtigung, Betreuung oder Pflege bedarf,
- bei gleichzeitiger Durchführung einer Heilbehandlungsmaßnahme und Leistungen zur Teilhabe am Arbeitsleben.

## Dauer der Leistung von Verletztengeld
Der Anspruch auf Verletztengeld besteht vom Tag der ärztlichen Feststellung der Arbeitsunfähigkeit an oder vom Beginn der Heilbehandlungsmaßnahme (s. o.). Auf den Anspruch auf Verletztengeld wird gezahltes Arbeitsentgelt angerechnet, so dass die Zahlung erst mit Ablauf der Entgeltfortzahlung beginnt.
Der Anspruch auf Verletztengeld endet, 
- wenn Arbeitsunfähigkeit nicht mehr besteht oder die Heilbehandlungsmaßnahme (s. o.) nicht mehr an einer ganztägigen Erwerbstätigkeit hindert oder
- ein Anspruch auf Übergangsgeld besteht, mit dem vorhergehenden Tag vor Beginn dieses Anspruchs oder

- wenn mit dem Wiedereintritt der Arbeitsfähigkeit nicht zu rechnen ist und keine Leistungen zur Teilhabe am Arbeitsleben zu erbringen sind, endet das Verletztengeld:
- an dem Tag, an dem der Versicherte gesundheitlich so weit wiederhergestellt ist, dass er eine zumutbare und zur Verfügung stehende Berufs- oder Erwerbstätigkeit aufnehmen kann oder
- mit z. B. Beginn der Rente wegen voller Erwerbsminderung, Rente wegen Erwerbsunfähigkeit oder Vollrente wegen Alters (alles Leistungen der Deutschen Rentenversicherung) oder anderen, vergleichbaren Geldleistungen, die im § 50 Abs. 1 Satz 1 SGB V genannt werden, sofern diese Leistungen nicht mit dem Arbeits-/Wegeunfall oder der Berufskrankheit in Zusammenhang stehen, die zu dem Anspruch auf Verletztengeld geführt hat.

In allen übrigen Fällen (wenn mit dem Wiedereintritt der Arbeitsfähigkeit nicht mehr gerechnet werden kann) endet ein Anspruch auf Verletztengeld.

## Höhe des Verletztengeldes
Das Verletztengeld errechnet sich auf die gleiche Weise wie das Krankengeld. Allerdings bestehen Unterschiede hinsichtlich der Höhe des Anspruchs. So beträgt das Verletztengeld 80 % des Regelentgelts (Krankengeld: 70 %), ist jedoch auf die Höhe des Nettoarbeitsentgelts begrenzt. Bei der Berechnung des Verletztengeldes sind im Unterschied zum Krankengeld steuerfreie Entgeltbestandteile (z. B. Feiertags- und Nachtarbeitszuschläge), die somit nicht beitragspflichtig in der Krankenversicherung sind, ebenso zu berücksichtigen, wie Einnahmen aus einer geringfügigen Beschäftigung.
Bei Arbeitslosen wird Verletztengeld in Höhe des Arbeitslosengeldes geleistet, bei Umschülern der zu erwartende Tariflohn.  
Auf das Verletztengeld wird Arbeitsentgelt (etwa bei Entgeltfortzahlung im Krankheitsfall), Mutterschaftsgeld, Versorgungskrankengeld, Unterhaltsgeld, Kurzarbeitergeld, Winterausfallgeld, Arbeitslosengeld sowie Arbeitslosengeld II angerechnet.
Bei freiwillig versicherten Unternehmern beträgt das Verletztengeld je Kalendertag den 450. Teil der gewählten Versicherungssumme. 
Das Verletztengeld unterliegt dem steuerlichen Progressionsvorbehalt.

## Wiedererkrankung
Das Verletztengeld ist in der gleichen Weise zu berechnen wie bei der Ersterkrankung.